# Équipe d'Angleterre de football au Championnat d'Europe 1992
L'équipe d'Angleterre de football participe à sa 4e phase finale de  championnat d'Europe lors de l'édition 1992 qui se tient en Suède du 10 au 26 juin 1992. Les Anglais terminent derniers du groupe 1 au premier tour avec deux points (deux résultats nuls et une défaite en trois matchs).

## Phase qualificative
La phase qualificative est composée de cinq groupes de cinq nations et deux groupes de quatre nations. Les sept vainqueurs de poule se qualifient pour l'Euro 1992 et ils accompagnent la Suède, qualifiée d'office en tant que pays organisateur. L'Angleterre termine 1re du groupe 7.
| Rang | Équipe               | Pts | J | G | N | P | Bp | Bc | Diff |  | Résultats (▼ dom., ► ext.) |     |     |     |     |
| ---- | -------------------- | --- | - | - | - | - | -- | -- | ---- |  | -------------------------- | --- | --- | --- | --- |
| 1    | Angleterre           | 9   | 6 | 3 | 3 | 0 | 7  | 3  | +4   |  | Angleterre                 |     | 1-1 | 2-0 | 1-0 |
| 2    | République d'Irlande | 8   | 6 | 2 | 4 | 0 | 13 | 6  | +7   |  | République d'Irlande       | 1-1 |     | 0-0 | 5-0 |
| 3    | Pologne              | 7   | 6 | 2 | 3 | 1 | 8  | 6  | +2   |  | Pologne                    | 1-1 | 3-3 |     | 3-0 |
| 4    | Turquie              | 0   | 6 | 0 | 0 | 6 | 1  | 14 | -13  |  | Turquie                    | 0-1 | 1-3 | 0-1 |     |

## Phase finale

### Groupe 1
| Groupe 1 |            |     |   |   |   |   |    |    |      |
|          | Équipe     | Pts | J | G | N | P | BP | BC | Diff |
| 1        | Suède      | 5   | 3 | 2 | 1 | 0 | 4  | 2  | +2   |
| 2        | Danemark   | 3   | 3 | 1 | 1 | 1 | 2  | 2  | 0    |
| 3        | France     | 2   | 3 | 0 | 2 | 1 | 2  | 3  | -1   |
| 4        | Angleterre | 2   | 3 | 0 | 2 | 1 | 1  | 2  | -1   |

| 10 juin | Suède    | 1 | 1 | France     |
| 11 juin | Danemark | 0 | 0 | Angleterre |
| 14 juin | France   | 0 | 0 | Angleterre |
| 14 juin | Suède    | 1 | 0 | Danemark   |
| 17 juin | Suède    | 2 | 1 | Angleterre |
| 17 juin | France   | 1 | 2 | Danemark   |

| 11 juin 1992                      | Danemark  | 0 – 0 | Angleterre | Idrottsplats, Malmö                                |                                                    |
| 20:15 · Historique des rencontres |           |       |            | Spectateurs : 26 385 Arbitrage : John Blankenstein | Spectateurs : 26 385 Arbitrage : John Blankenstein |
| 20:15 · Historique des rencontres | (Rapport) |       |            | Spectateurs : 26 385 Arbitrage : John Blankenstein | Spectateurs : 26 385 Arbitrage : John Blankenstein |

| 14 juin 1992                      | Angleterre | 0 – 0 | France | Idrottsplats, Malmö                          |                                              |
| 17:15 · Historique des rencontres |            |       |        | Spectateurs : 26 535 Arbitrage : Sándor Puhl | Spectateurs : 26 535 Arbitrage : Sándor Puhl |
| 17:15 · Historique des rencontres | (Rapport)  |       |        | Spectateurs : 26 535 Arbitrage : Sándor Puhl | Spectateurs : 26 535 Arbitrage : Sándor Puhl |

| 17 juin 1992                      | Suède                     | 2 – 1 | Angleterre | Rasundastadion, Stockholm                             |                                                       |
| 20:15 · Historique des rencontres | Eriksson 51e · Brolin 82e |       | Platt 4e   | Spectateurs : 30 126 Arbitrage : José Rosa dos Santos | Spectateurs : 30 126 Arbitrage : José Rosa dos Santos |
| 20:15 · Historique des rencontres | (Rapport)                 |       |            | Spectateurs : 30 126 Arbitrage : José Rosa dos Santos | Spectateurs : 30 126 Arbitrage : José Rosa dos Santos |

## Effectif
Sélectionneur : Graham Taylor
| No. | Pos.      | Joueur         | Date de naissance et âge | Sélec. | Club                   |
| --- | --------- | -------------- | ------------------------ | ------ | ---------------------- |
| 1   | Gardien   | Chris Woods    | 14 novembre 1959         | 31     | Sheffield Wednesday    |
| 2   | Défenseur | Keith Curle    | 14 novembre 1963         | 2      | Manchester City        |
| 3   | Défenseur | Stuart Pearce  | 24 avril 1962            | 47     | Nottingham Forest      |
| 4   | Défenseur | Martin Keown   | 24 juillet 1966          | 6      | Everton                |
| 5   | Défenseur | Des Walker     | 26 novembre 1965         | 44     | Nottingham Forest      |
| 6   | Défenseur | Mark Wright    | 1er août 1963            | 42     | Liverpool              |
| 7   | Milieu    | David Platt    | 10 juin 1966             | 29     | AS Bari                |
| 8   | Milieu    | Trevor Steven  | 21 septembre 1963        | 34     | Olympique de Marseille |
| 9   | Attaquant | Nigel Clough   | 19 mars 1966             | 7      | Nottingham Forest      |
| 10  | Attaquant | Gary Lineker   | 30 novembre 1960         | 77     | Tottenham              |
| 11  | Milieu    | Andy Sinton    | 19 mars 1966             | 4      | Queens Park Rangers    |
| 12  | Milieu    | Carlton Palmer | 5 décembre 1965          | 4      | Sheffield Wednesday    |
| 13  | Gardien   | Nigel Martyn   | 11 août 1966             | 2      | Crystal Palace         |
| 14  | Défenseur | Tony Dorigo    | 31 décembre 1965         | 10     | Leeds United           |
| 15  | Milieu    | Neil Webb      | 30 juillet 1963          | 24     | Manchester United      |
| 16  | Milieu    | Paul Merson    | 20 mars 1968             | 5      | Arsenal                |
| 17  | Attaquant | Alan Smith     | 21 novembre 1962         | 11     | Arsenal                |
| 18  | Milieu    | Tony Daley     | 18 octobre 1967          | 5      | Aston Villa            |
| 19  | Milieu    | David Batty    | 2 décembre 1968          | 8      | Leeds United           |
| 20  | Attaquant | Alan Shearer   | 13 août 1970             | 2      | Southampton            |

## Navigation